# Josep Lluís Alay
Josep Lluís Alay Rodríguez (Barcelona, 1966) es un historiador español, profesor de Historia Contemporánea del Tíbet y Mongolia en la Facultad de Geografía e Historia en la Universidad de Barcelona.

## Actividad académica
Se desempeña como director del Observatorio del Tíbet y el Asia Central (OTAC) de la Universidad de Barcelona desde su fundación en el año 2001, donde coordina el máster de Asia y Pacífico de esa universidad.
Doctorado en Historia por la Universidad de Barcelona (UB), en Ciencias por la Universidad Católica de Lovaina y en Física por la UB, y Licenciado en Filología Semítica por la UB. Estudió tibetología en el Departamento de Filosofía India de la Universidad de Hiroshima (Japón) donde reside como profesor invitado y publica diversos libros sobre historia y literatura del Tíbet.
Alay durante años ha vivido a medio camino entre Barcelona y Lhasa, la capital del Tíbet. Dirigió varios proyectos de investigación y cooperación en el Tíbet durante más de diez años.
En investigación, cabe destacar los proyectos de estudio del antiguo reino de Zhang Zhung y de su relación con la religión bön del Tíbet. Para este objetivo ha realizado cuatro expediciones de investigación al oeste y norte del Tíbet, así como a los valles del Himalaya indio (Kinnaur, Spiti, Ladakh y Zangskar). 
Fue el primer autor catalán en traducir un texto tibetano. Durante una estancia en Lhasa, editó Las poesías de amor del sexto Dalai Lama del Tíbet, que reúne 74 poemas compuestos a finales del siglo XVII por Tshang-Yang Guiamtso.
En el año 2002 profundiza en la figura del jesuita español Antonio de Montserrat. Descubrió que gente relacionada con el alpinismo lo conocía porque a él se le atribuía el primer mapa del Himalaya.  La investigación llevó a Alay a la Ciudad del Vaticano, Inglaterra, Portugal y la India y una vez recuperada parte de la obra escrita del misionero, decidió reconstruir el viaje de tres años que Antonio de Montserrat realizó junto a dos compañeros jesuitas por los territorios que en la actualidad conforman India, Pakistán y Afganistán. 
Desde 2004 ha dirigido una decena de proyectos de cooperación en los ámbitos de la educación y la salud de poblaciones nómadas y seminómadas de la Región Autónoma del Tíbet, especialmente en la remota región septentrional de Byang-thang (Txangtang). Junto con Sonam Drolkar viaja cada año a la región para evaluar y hacer un seguimiento de los proyectos que desarrollan y gestionan los mismos tibetanos. También ha codirigido documentales de televisión sobre Mongolia y Tíbet.
En 2010 se doctoró en Historia Contemporánea en la Universidad de Barcelona con una tesis sobre el lama tibetano Khyung Sprul Rinpoche titulada Khyung sprul rin po che, un mendicant tibetà: la seva vida i viatges a Kinnaur i al Tibet occidental. Sus últimos trabajos de investigación se centran en las rutas de comunicación entre el Tíbet y la India occidental durante la primera mitad del siglo XX.
Colabora como articulista en el diario Ara.

## Carrera política
Desde julio de 2011 hasta junio de 2015 fue director de Patrimonio, Museos y Archivos del Ayuntamiento de Barcelona.
Alay se encontraba en compañía del expresidente de la Generalidad de Cataluña Carles Puigdemont cuando este fue detenido en Alemania en 2018. Al cabo de pocos días fue retenido durante unas horas por la Guardia Civil, que le tomó declaración, y está procesado en calidad de investigado por el supuesto delito de encubrimiento tipificado en el artículo 451 del Código Penal, sin medidas cautelares. Aunque el caso fue archivado provisionalmente, fue reabierto en 2019 por la Sala Penal de la Audiencia Nacional.
En junio de 2018 fue nombrado coordinador de Políticas Internacionales de Presidencia del Gobierno de Quim Torra, cargo que desempeñó hasta el 15 de julio de 2018. Ese mismo día fue nombrado responsable de la Oficina de Carles Puigdemont, fugado de la justicia española.
En octubre de 2019 se reunió en Rusia con mafiosos, periodistas y personas próximas del poder oficial ruso de Vladímir Putin, como agentes de los servicios secretos y políticos, con el fin de recabar apoyos para lograr la independencia de Cataluña.
En 2020 fue detenido en el marco del Caso Voloh, dirigido por el Juzgado de Instrucción número 1 de Barcelona, en el   que se investigó una posible financiación irregular y tráfico de influencias de políticos y empresarios próximos al independentismo catalán, además de la organización de las manifestaciones violentas y sabotajes que tuvieron lugar el año anterior. En julio de 2022 el juez archivó una pieza relativa a compraventa de petróleo separada de la causa principal, argumentando que no había indicios sólidos.

## Obras del autor
- Historia de los tibetanos: de los orígenes al conflicto actual. Editorial Milenio, Lérida, 2001.
- El secreto del Tíbet: desvelando la civilización del techo del mundo. Fundación Caixa Girona, Gerona, 2001.
- Los poemas de amor del Sexto Dalai Lama del Tíbet. Península, Barcelona, 2001.
- Embajador en la Corte del Gran Mogol: viajes de un jesuita catalán del siglo XVI por la India, Pakistán, Afganistán y el Himalaya. Milenio, Lérida, 2006.
- Arrels del Tibet. Cultura i cooperació al sostre del món. Pagès Editors. 2009 ISBN 978-84-9779-817-4
- Tibet, el país de la neu en flames. Universidad de Barcelona. 2011. ISBN 978-84-475-3488-3